# Soichiro Hoshi
Sōichirō Hoshi (保志 総一朗, Hoshi Sōichirō, nascido em 30 de Maio de 1972) é um seyuu japonês e cantor afiliado a Arts Vision.  Suas maiores participações em animes incluem Kira Yamato em Gundam Seed e Gundam Seed Destiny, Kazuki Fuuchouin em GetBackers,  Son Goku em Saiyuki, Masaru Daimon em Digimon Savers, Kaoru Hanabishi em Ai Yori Aoshi, e Tomoki Sakurai em Heaven's Lost Property. Em franquias de videogame, interpretou Sanada Yukimura em Sengoku Basara,  Keiichi Maebara em Higurashi no Naku Koro Ni, Kilik em Soulcalibur, e vários outros personagens em Haruka: Beyond the Stream of Time.
Por seu trabalho, Hoshi recebeu um prêmio no evento Anime Grand Prix em 2005 e 2006. Adicionalmente, em 2007 no Seiyu Awards,  Hoshi foi nomeado um dos "Melhor Ator de Personagem de Suporte" por sua interpretação de Kira Yamato em Mobile Suit Gundam SEED Destiny.

## Carreira
Quando estava no segundo ano do ensino médio, Hoshi assistiu "Majo no Takkyūbin" do Studio Ghibli. Segundo ele, ao reconhecer a voz de Mitsuo Yamaguchi que interpretava o personagem Tomo, se interessou pelo trabalho de dublagem, sabendo ainda que Yamaguchi frequentava uma escola de dubladores, ele decidiu seguir a mesma carreira.
Formou-se pelo Departamento de Atores de Voz e Narração da Tokyo Announcement Academy, ligada ao Instituto de Performance de Narração do Japão como aluno honorário.
Por ter co-estrelado com a dubladora Megumi Hayashibara em "Lost Universe", Hoishi foi convidado a trabalhar como assistente de rádio do programa "Megumi Hayashibara's Heartful Station" por vários anos.
O single "Shining Tears" lançado em seu próprio nome vendeu um total de 40.000 cópias (de acordo com uma pesquisa feita pela SEGA Direct), tornando-o seu single de maior sucesso. Além disso, é uma canção regular da coleção "As 10 melhores músicas de fim de ano", realizada uma vez por ano na "Megumi Hayashibara's Heartful Station" e ganhou o primeiro lugar.

## Trabalhos

### Animes
1993
- Nintama Rantarō (Senzo Tachibana).[1][10]

1996
- Case Closed (Tamanosuke Ito)[1]

1998
- Ginga Hyōryū Vifam (Roddy Shuffle)[1][10]
- Lost Universe (Kain Blueriver)[1][10]
- Steam Detectives (Narutaki)[1][10]

1999
- Gokudo (Issa)[1][10][10]
- Mugen no Ryvius (Aiba Yuki)[1][10]
- ToHeart (Masashi Sato)[1][10]

2000
- Argento Soma (Takuto Kaneshiro/Ryu Soma)[1]
- Saiyuki (Son Goku)[1][10]

2001
- Angelic Layer (Ohjiro Mihara)[1][10]
- Croquette! (Rizotto)[1][10]
- Haré+Guu (Seiichi Tachibana)[1][10]
- Rave Master (Lucia Raregroove)[1][10]
- s-CRY-ed (Kazuma)[1][10]
- Tales of Eternia: The Animation (Keele Zeibel)[1][10]
- The Prince of Tennis (Gakuto Mukahi)[1]
- Tokyo Underground (Ginnosuke Isuzu)[1][10]

2002
- Ai Yori Aoshi (Kaoru Hanabishi)[1][10]
- GetBackers (Kazuki Fuuchouin)[1][10]
- Gundam Seed (Kira Yamato)[1][10]
- Kikou Sennyo Rouran (Yamato Mikogami)[1][10]
- Melody of Oblivion (Skyblue)[1][10]
- Mirmo! (Kaoru Matsutake)[1][10]
- Naruto (Yashamaru)[1]
- Onegai Teacher (Kei Kusanagi)[1][10]
- Piano: The Melody of a Young Girl's Heart (Takizawa)[1][10]
- Samurai Deeper Kyo (Akira)[1][10]

2003
- .hack//Legend of the Twilight (Reki)[1]
- Ai Yori Aoshi Enishi (Kaoru Hanabishi)[1][10]
- Beyblade G-Revolution (Brooklyn)[1][10]
- Onegai Twins (Kei Kusanagi)[1][10]
- Planetes (Kyutaro Hoshino)[1][10]
- Pluster World (Mashanta)[1][10]

2004
- Gun X Sword (Michael Garret)[1][10]
- Gundam Seed Destiny (Kira Yamato)[10][4]
- Harukanaru Toki no Naka de ~Hachiyou syo~ (Eisen)
- Meine Liebe (Camus)[1]
- Tactics (Sugino)
- Tenjho Tenge (Souichiro Nagi)

2005
- Battle B-Daman (Akyuras)[1]
- Black Jack (Runan)
- Kaiketsu Zorori (Arthur)
- Law of Ueki (Seiichirou Sano)
- Märchen Awakens Romance (Alviss)
- Suki na Mono wa Suki Dakara Shōganai! (Sunao Fujimori, Ran)
- Xenosaga THE ANIMATION (chaos)

2006
- Digimon Data Squad (Masaru Daimon)[10]
- Higurashi no Naku Koro ni (Keiichi Maebara)[1][10]
- Kirarin Revolution (Seiji Hiwatari)[1]
- Princess Princess (Akira Sakamoto)

2007
- Bakugan:Battle Brawlers (Masquerade)
- Bokurano (Masaru Kodaka)
- Ghost Hound (Makoto Ōgami)[1][10]
- Higurashi no Naku Koro Ni Kai (Keiichi Maebara)[1][10]
- Shining Tears X Wind (Souma Akizuki , Zero)

2008
- Code Geass: Lelouch of the Rebellion R2 (Gino Weinberg)
- Macross Frontier (Brera Sterne)
- Tytania (Bal'ami Tytania)
- Vampire Knight (Senri Shiki)
- Vampire Knight Guilty (Senri Shiki)

2009
- Sengoku Basara (Sanada Yukimura)
- Phantom~Requiem for the Phantom~ (Tooru Shiga)
- Saint Seiya: The Lost Canvas (Cait Sith Cheshire)
- Sora no Otoshimono (Tomoki Sakurai)[10]

2010
- Uragiri wa Boku no Namae wo Shitteiru (Yuki Sakurai/Gioh)
- Nurarihyon no Mago {Mezumaru}
- Sengoku Basara 2' {Sanada Yukimura}
- Sora no Otoshimono: Forte (Tomoki Sakurai)

2014
- Mekakucity Actors (Seto Kousuke)

2016
- Nanbaka (Samon Gokū)

2017
- Tsurezure Children (Tomomichi Motoyama, ep 6)[10]

2018
- Gin No Guardian (Randengyoku)
- Zoku Touken Ranbu: Hanamaru (Kogarasumaru)
- Persona 5: The Animation (Goro Akechi)[10]

2020
- Higurashi no Naku Koro ni Gou (Keiichi Maebara)[13]

### OVAs
- .hack//Liminality (Masaya Makino)[1]
- My-Otome 0~S.ifr~ (Shiro)[1]
- Higurashi no Naku Koro ni Rei/Kira/Kaku Outbreak (Keiichi Maebara)[1][10]
- Harukanaru Toki no Naka de 1 ~Ajisai Yumegatari~ Eisen
- Harukanaru Toki no Naka de 2 ~Shiroki Ryuu no Miko~ Minamoto no Motomi
- Harukanaru Toki no Naka de 3 ~Kurenai no Tsuki~ Taira no Atsumori